# Estación San Juan (San Martín)
San Juan es una ex estación ferroviaria ubicada en la ciudad del mismo nombre, Departamento Capital, Provincia de San Juan, República Argentina.

## Historia
La estación fue inaugurada el 6 de junio de 1885 como parte del ramal Mendoza-San Juan del Ferrocarril Buenos Aires al Pacífico. Funcionó con normalidad hasta la destrucción de su planta alta tras el terremoto de San Juan 1944. Al quedar con severos daños fue destruida y se erigió la actual.
En el marco de las privatizaciones ferroviarias encabezada por el presidente Carlos Menem, el Ferrocarril General San Martín fue entregado en concesión a la empresa Buenos Aires al Pacífico S.A., en tanto que todos los servicios de pasajeros de larga distancia fueron cancelados definitivamente el 10 de marzo de 1993. La estación, junto con la totalidad del Circuito San Juan, cesaron sus operaciones ese mismo día. En los años siguientes, fue desactivada para permitir el crecimiento de la ciudad, luego de que un decreto autorizara su desafectación y el levantamiento de sus vías.
Hasta marzo de 1993 corría en forma diaria el tren “El Aconcagua” (renombrado “El Cuyano” en sus últimos meses de funcionamiento) que unía Retiro con San Juan, pasando por Junín, Rufino, Villa Mercedes, San Luis y Mendoza. Hasta 1992 existieron también otros trenes como “El Cóndor” (en temporada baja) y “El Sanjuanino” (en temporada de verano). No han existido desde entonces proyectos serios para reactivar los servicios.

## Galería

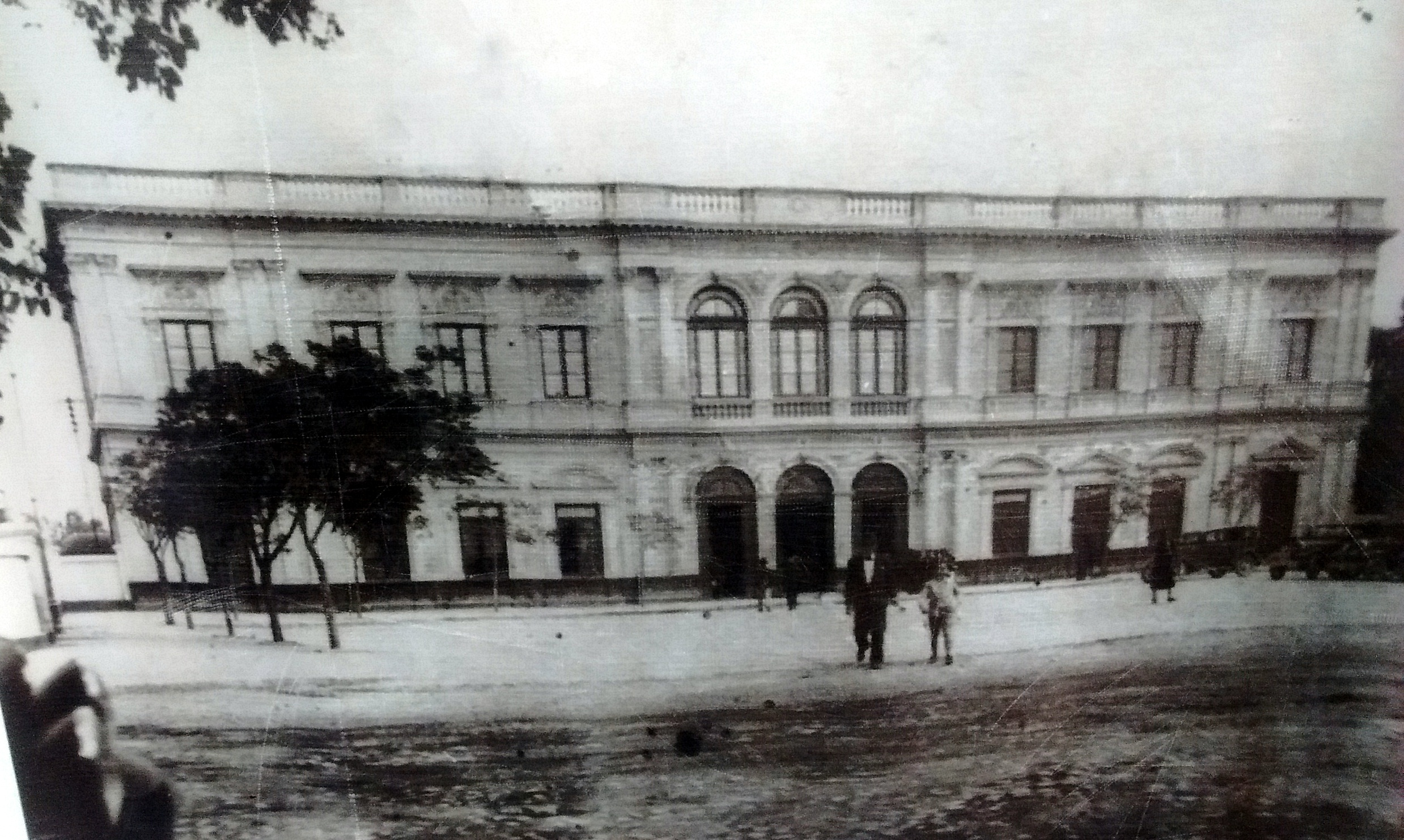
Antigua estación San Martín antes del gran terremoto que destruyó su planta alta y la dañó gravemente
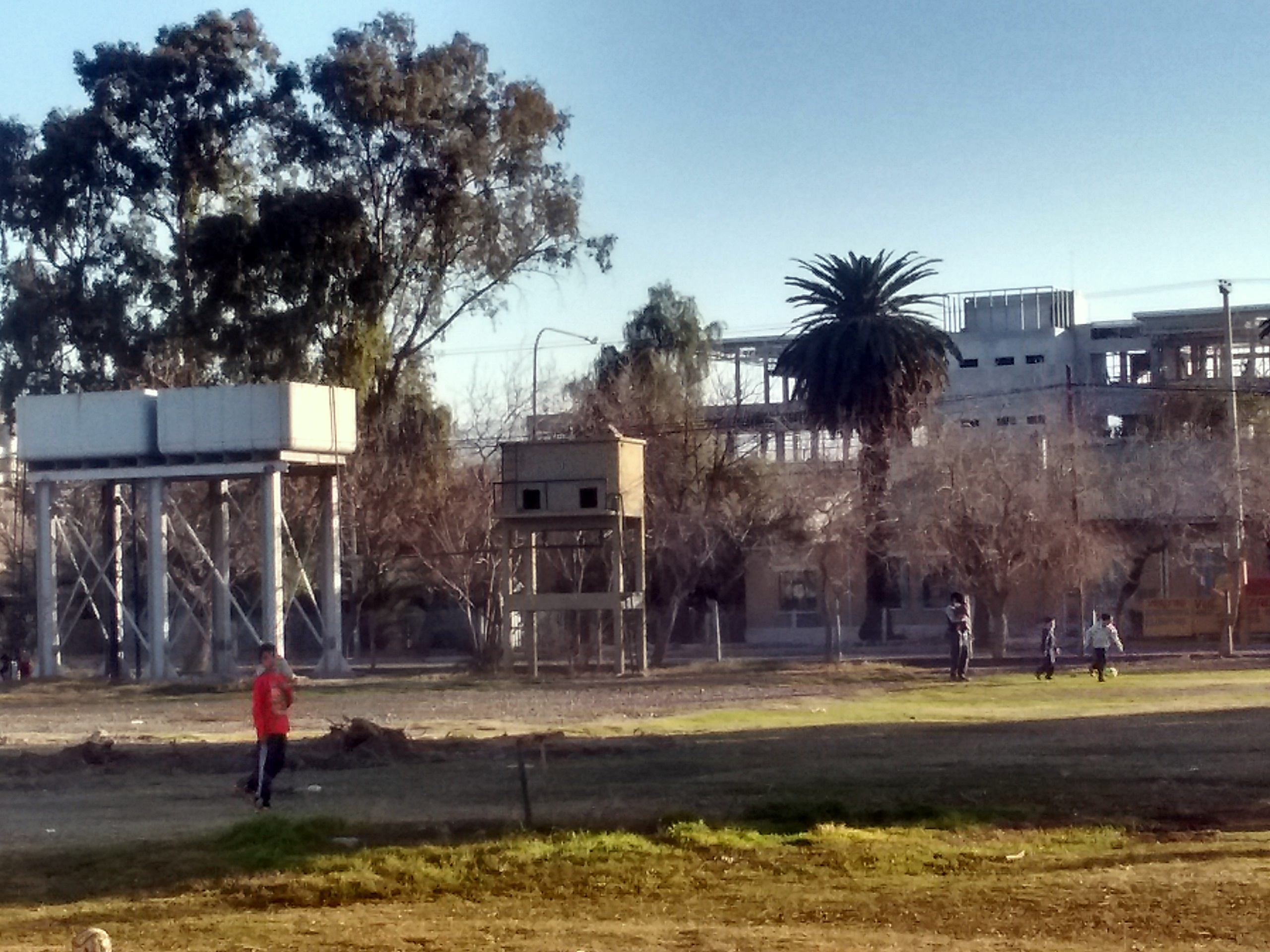
Instalaciones ferroviarias que aún perduran en la ex estación
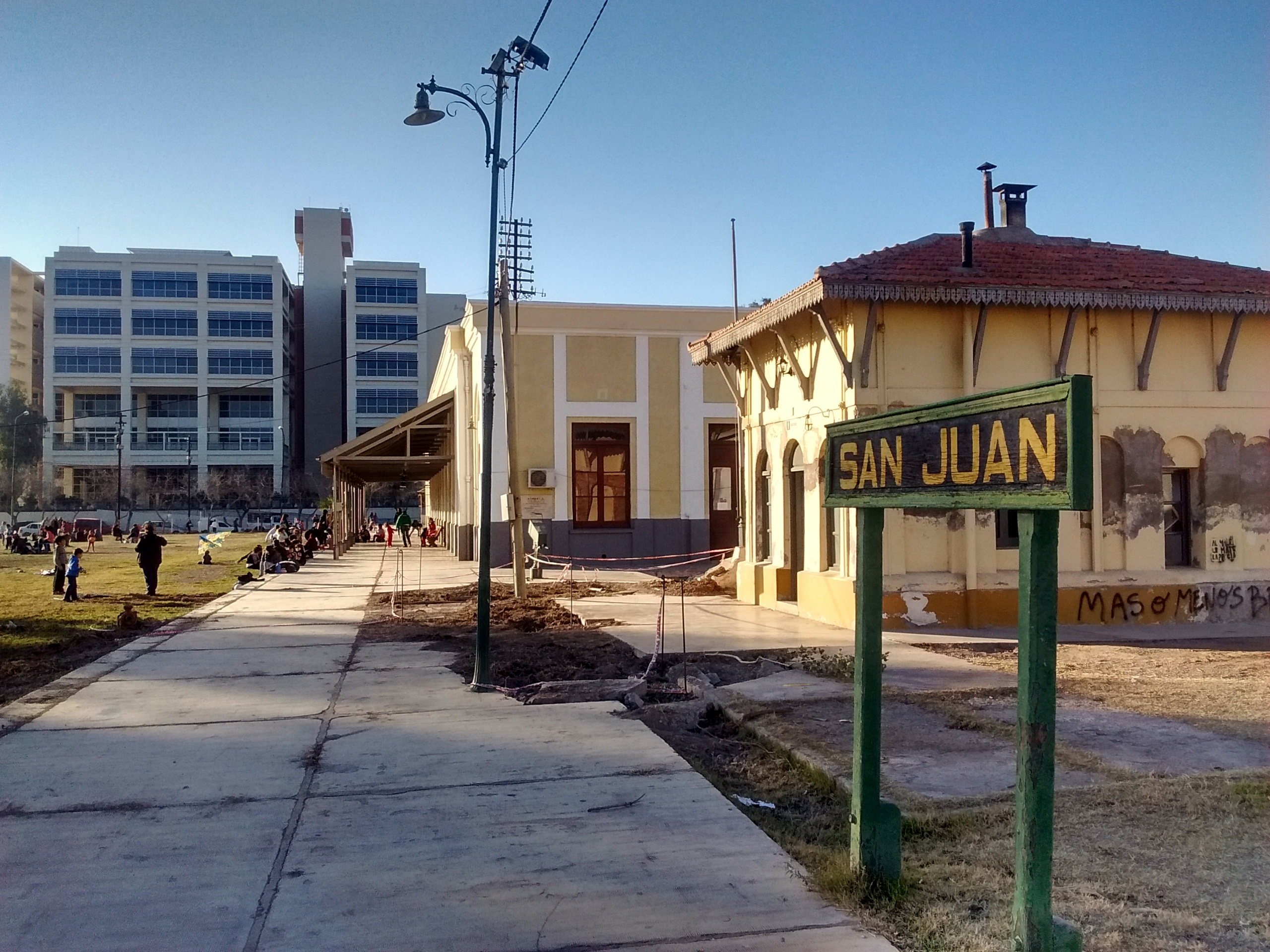
Cartel nomenclador conservado con vista hacia el andén